# Спартак
Спартак (грч. Σπάρτακος — Спартакос, лат. Spartacus — Спартакус; 111. п. н. е. — 71. п. н. е.) је био вођа устанка римских робова, познатијег као Спартаков устанак.
Рођен је као слободни Трачанин 111. п. н. е. Служио је у римској војсци, али је дезертирао и организовао разбојничку групу. Касније је пао у заробљеништво и због своје тјелесне снаге продат гладијаторском кампу Лентула Батијата у Капуи.
Побјегао је 73. п. н. е. заједно са још 70 гладијатора укравши притом и кола пуна оружја. Заједно са њима прави камп на планини Везув код Напуља. У то вријеме побуне међу робовима су избијале на све стране и Сенат је послао претора, неискусног Клаудија Глабера против Спартакових устаника који су тада бројали око 3.000 људи. Клаудије је мислио да држи Спартака у шаци на Везуву, али устаници су се спустили конопцима низ литицу са друге стране планине, и пришли римској војсци са бока, приређујући им изненадни напад. Пошто нису направили камп, Римљани су спавали на отвореном и скоро сви су са лакоћом побијени укључујући и Глабера. Послије ове побједе, многи одбјегли робови жељели су да се придруже Спартаку, који се упутио га Алпима у жељи да побјегне из Италије, али Гали и Германи које је предводио његов помоћник Крикс, хтјели су да остану и да пљачкају и напустили су Спартака који је остао у Италији.
Спартак је 72. п. н. е. подигао војску од 70.000 робова, углавном из руралних области. Забринути Сенат послао је два конзула Гелија Публиколу и Корнелија Лентулу Клодијана, сваког са по двије легије. Гали и Германи које је предводио Крикс су поражени, а он је погинуо. Спартак је побиједио Лентулу, а затим и Публиколу. Након тога се пробио све до Алпа, али су Гали и Германи поново одбили да иду, па се Спартак вратио у јужну Италију у нади да ће се пребацити бродовима на Сицилију.
У јесен Сенат одлучује да покрене нови напад са Марком Лицинијем Красом, најбогатијим човјеком у Риму, додијеливши му заповједништво над читавом римском војском у Италији. Крас је напао Спартака који се повукао у Регујум (данашњи Ређо ди Калабрија) и покушао да пређе на Сицилију, али су га сицилијански пирати издали. У међувремену Сенат је позвао Помпеја и његове легије из Хиспаније које су започеле пут копном. Луције Лициније Лукул угњездио се у Бриндизијуму, у „штикли“ Италије са легијама из Македоније. Када је Спартак коначно пробио пут из врха, није могао да уђе у Брзидијум због Лукуле.
Спартак је кренуо ка сјеверу 71. п. н. е. Неки од Гала и Германа су се поново одвојили. Робови су добили још једно мању побједу, прије него што су Красове трупе успјеле да их потуку на југу Италије код ријеке Силаријус. Вјерује се да је Спартак погинуо у тој бици. Било је превише лешева и није пронађен. На путу од Капуе до Рима разапето је око 6.000 робова. Око 5.000 робова је успјело побјећи, али су их пресреле и заробиле Помпејеве легије на повратку из Хиспаније.
Спартак је као најпознатији вођа устанака робова у старом вијеку, односно у класичној антици, у каснијим периодима постао симбол борбе против ропства и угњетавања те је постао својеврстан архетип револуционара. То је поготово био случај у комунистичким државама, укључујући и бившу Југославију, у којима су бројне институције носиле његово име.

## Порекло и робовање
Спартак је рођен око 111. п. н. е. у Тракији, данашњој грчкој покрајини (мањи део подручја Тракије је у Бугарској), вероватно као припадник племена Меди који су живели на граници Римске републике.
Апијан из Александрије наводи како је Спартак као младић био на силу одведен у римску војску одакле дезертира и придружује се побуњеним снагама Тракије. Луције Анеј Флор наводи како је након пар година безуспешне борбе против римских легија био ухваћен, те послат у казнени логор (вероватно каменолом или рудник), а због његове физичке снаге обучен је за гладијатора. Плутарх наводи како је с њим заробљена његова жена, пророчица племена Меди.
У гладијаторској школи (ludus) поред града Капуе, која је припадала Лентулусу Батјатусу, Спартак је обучен за мурмила (тешко оклопљени борац).

## Спартаков рат
Године 73. п. н. е. Спартак је повео гладијаторе (њих од 50 до 78) у бег тако што су заузели кухињу и кухињским прибором освојили оружарницу. Ослобођени робови су за вође изабрали Спартака, заједно с два галска роба, Криксом и Еномајом. Бекство робова је прерасло у прави устанак након што су устаници похарали подручје Капуе и поразили римске легије које су послате да их угуше, док се на крају нису повукли на лакше брањиво подручје Везува.
Устанак, познат као Трећи робовски рат или Спартаков рат (по Плутарху), трајао је 2,5 године (73. п. н. е. - 71. п. н. е.) и поприлично је раздрмао срце Римске републике, провинцију Италију. У почетку неорганизована група од око 70 гладијатора, која се утаборила подно Везува (одакле је пљачкала и ковала планове за што већом побуном) у неколико месеци постала је солидно организована војском од око 70.000 људи, што робова што слободних римских грађана, мушкараца и жена, младих и старих. Већину Спартакове војске чинили су робови (Гали, Илири, Грци итд.), а мањи део слободни грађани Рима незадовољни приликама у царству (робовски систем, порези, новачење, сиромашан живот, итд.). Гладијатора у самој војсци побуњеника било је врло мало, отприлике око 2.000 и они су једини могли достојно се супротставе римским кохортама. Спартак је и с таквом војском поразио три римске легије домогавши се тако оружја и још већег самопоуздања. Наиме, римска војска није на време одговорила, јер је била распршена, заузета побуном Серторија Квинта у Хиспанији 77. п. н. е, те Трећим митридатским ратом у Понтском краљевству (Мала Азија). Али понајвише јер Рим устанак робова није сматрао за војни, него више унутрашњо-политички проблем. Због тога је послат само претор Гај Клаудије Глабер, који је опсео Спартаков логор на Везуву у нади како ће се изгладнели робови сами предати. Устаници су се потајно спустили импровизованим конопцима са литице и напали небрањени римски логор побивши већину војника. Спартакова војска је провела зиму тренирајући и опремајући бројне новоприспеле добровољце, пристигле из околног подручја приликом напада на места као што су Нола, Ночера Инфериоре, Туриј и Метапонто.
У пролеће 72. п. н. е. устаници су се почели кретати према северу, те је Римски сенат послао две војске под водством два конзула, Луције Гелије Публикола и Гнеј Корнелије Лентул Клодијан. Гелије је победио једног од вођа робова, Крикса, и његових 3.000 присталица код Апулије, а потом је кренуо на север у потјеру за Спартаковим јединицама. Публикола и Лентул су се надали да ће ухватити Спартака и опколити га са две војске у Цисалпинској Галији, међутим, Спартак је уништио Лентулове легије, а онда се окренуо и исто учинио са Гелијевим снагама. Верује се да је Спартак победио поприличну римску војну силу од 18.000 војника, тако што их је напао неспремне у рану зору прегазивши их без милости. Два најважнија историјска извора, Плутарх и Апијан, наводе различит ток борби, али се слажу у исходу.
Након ових успеха Спартак је планирао да устаници напусте римско подручје и оду прво у слободни део Тракије, а потом у подручје Мале Азије. Међутим, војска се разделила тако што су Гали, њих око 20.000, изабрали не потенцијалну слободу, већ пљачку и разарање римских подручја. Спартак се са остатком, који је порастао током времена на око 50.000 робова, запутио према Бриндисију одакле је требало да бродовима киликијских гусара одведе своју војску робова ка слободи. Сенат је у паници понудио Марку Лицинију Красу, свом најбогатијем и најутицајнијем грађанину, сву власт ако реши проблем побуне робова. Красу је на располагање дато 8 римских легија које су биле у средњој и северној Италији (око 40.000 војника). Када је Спартак, из непознатих разлога, из јужне Италије пошао према северу почетком 71. п. н. е. Крас је на њега послао шест легија, а остале две под водством свог легата Мумија да опколи Спартака. Иако је Крас био успешан, Мумије је прерано напао и био одбијен. Спартак је крајем 71. п. н. е. био присиљен да се улогори на самом крају Апенинског полуострва, код Месинског теснаца према Сицилији.
Плутарх наводи како је Спартак преговарао са киликијским гусарима о превозу војске од 2.000 устаника на Сицилију, одакле је планирао да настави устанак и опскрбити се појачањима ослобођених робова. Међутим, након што су узели новац гусари су преварили Спартака. Претпоставља се да их је подмитио Рим. Спартаку је преостало само да се пробије из опсаде и крене према Риму с намером да га освоји. Сенат је тада позвао и Гнеја Помпеја „Великог” из Шпаније да са својим легијама (око 21.000 војника) пође на југ и зада смртни ударац побуни робова који прете самом опстанку Рима.
Дошло је до даљњег раслојавања робовске војске, па се једна већа група робова (10—15.000) одлучила за пробој кроз планинско подручје Петелија (данашњи Стронголи). Спартак је са својим снагама доспео надомак Луканије, и како није могао да предвиди долазак Помпеја, све своје снаге је распоредио наспрам Краса. Ток битке био је неизвестан, али доласком легија Помпеја Великог робовска војска била је побеђена, а Спартак убијен (Апијан наводи како његово тело није пронађено). Око 55.000 робова било је убијено у том устанку, а заробљени робови (њих око 6.000) разапети су на цести Апијски пут која је водила према престоници као знак упозорења свима који се дрзну да подижу побуне против Рима.